# (7030) Colombini
(7030) Colombini ist ein Asteroid des inneren Hauptgürtels, der am 12. Dezember 1993 vom italienischen Astronomen Antonio Vagnozzi am Santa Lucia Stroncone-Observatorium (IAU-Code 589) entdeckt wurde.
Der Asteroid wurde nach Ermes Colombini (* 1956), einem italienischen Amateurastronomen und Mitarbeiter am Observatorium San Vittore, benannt. Diesem gelang es als erstem italienischen Amateur, präzise Positionen von Kometen und Asteroiden zu berechnen. 1971 erhielt er den Cerulli-Preis der Italienischen Astronomischen Gesellschaft.